# Nördliches Viltragenkees
Nördliches Viltragenkees är en glaciär i Österrike.   Den ligger i förbundslandet Tyrolen, i den centrala delen av landet, 300 km väster om huvudstaden Wien. Nördliches Viltragenkees ligger 2 706 meter över havet.
Terrängen runt Nördliches Viltragenkees är bergig. Runt Nördliches Viltragenkees är det ganska glesbefolkat, med 29 invånare per kvadratkilometer.. Närmaste större samhälle är Mittersill, 16,6 km nordost om Nördliches Viltragenkees. 
Trakten runt Nördliches Viltragenkees består i huvudsak av gräsmarker.